# 鄉村車

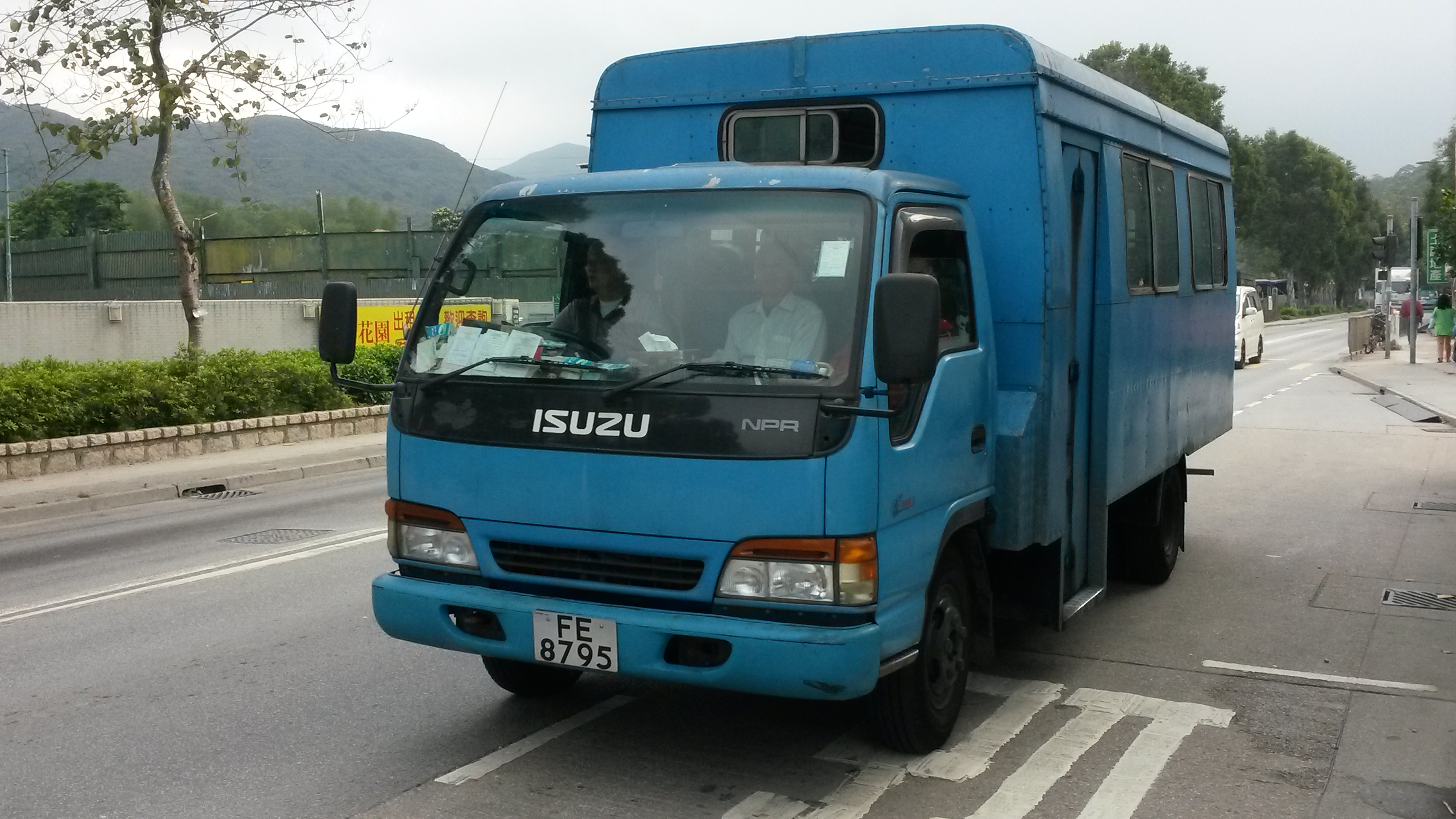
香港最後一輛鄉村車

鄉村車，簡稱村車，又稱為貨巴、街車，俗稱為豬籠車，是一種往來於香港新界北區鄉村與區內的交通工具。由於香港政府已沒有再為鄉村車發牌，香港境內最後一部鄉村車（來往粉嶺聯和墟至萬屋邊的鄉村車）已於2017年11月退出營運。

## 設計特色

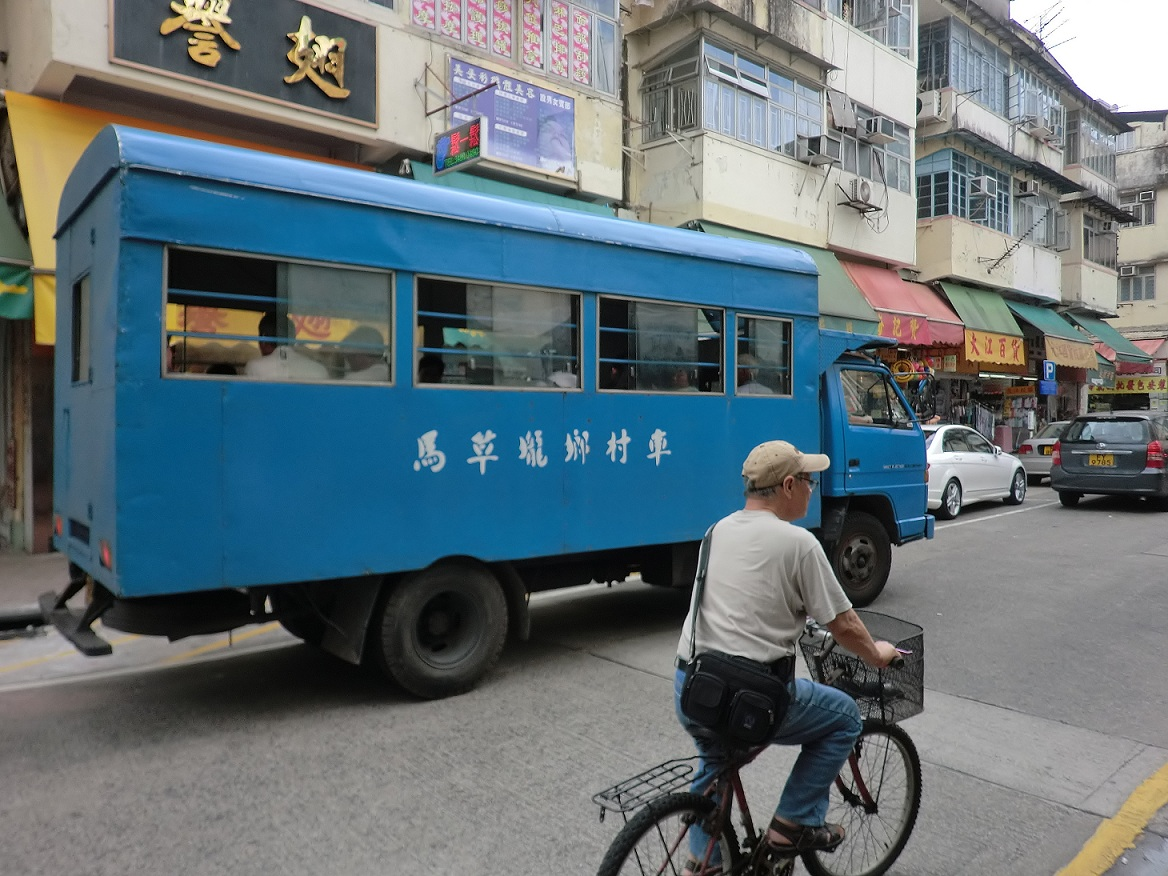
正於巡撫街行駛的鄉村車

鄉村車多由限重5.5公噸輕型貨車改裝而成，在貨斗的左方最前位置和正後方分別安裝前門和後門；兩門分別具備載客和載貨用途；另在貨斗內部的左右兩邊安裝兩排靠牆長硬板為座椅，從貨斗內部上方吊下麻繩作為扶手。

## 牌照
過去，鄉村車須獲得香港運輸署發出的超額載客許可證，並要得到新界運輸管理部開出的證明，方可以「輕型貨車」（Light Goods Vehicle）的名義營運，根據運輸署按照不同鄉村車而批示的超額載客量，一般可以運載20至26人不等。

## 線路
鄉村車昔日遍佈新界各村落，接載村民往返鄉村至鄰近墟市，並運送新鮮蔬菜到市場賣。惟由於專營巴士和公共小型巴士的服務網絡擴張，加上大量進口低價中國大陆蔬菜，以致香港鄉村村民不再務農為生，鄉村車的線路一直在逐步減少。

### 上水至馬草壟線

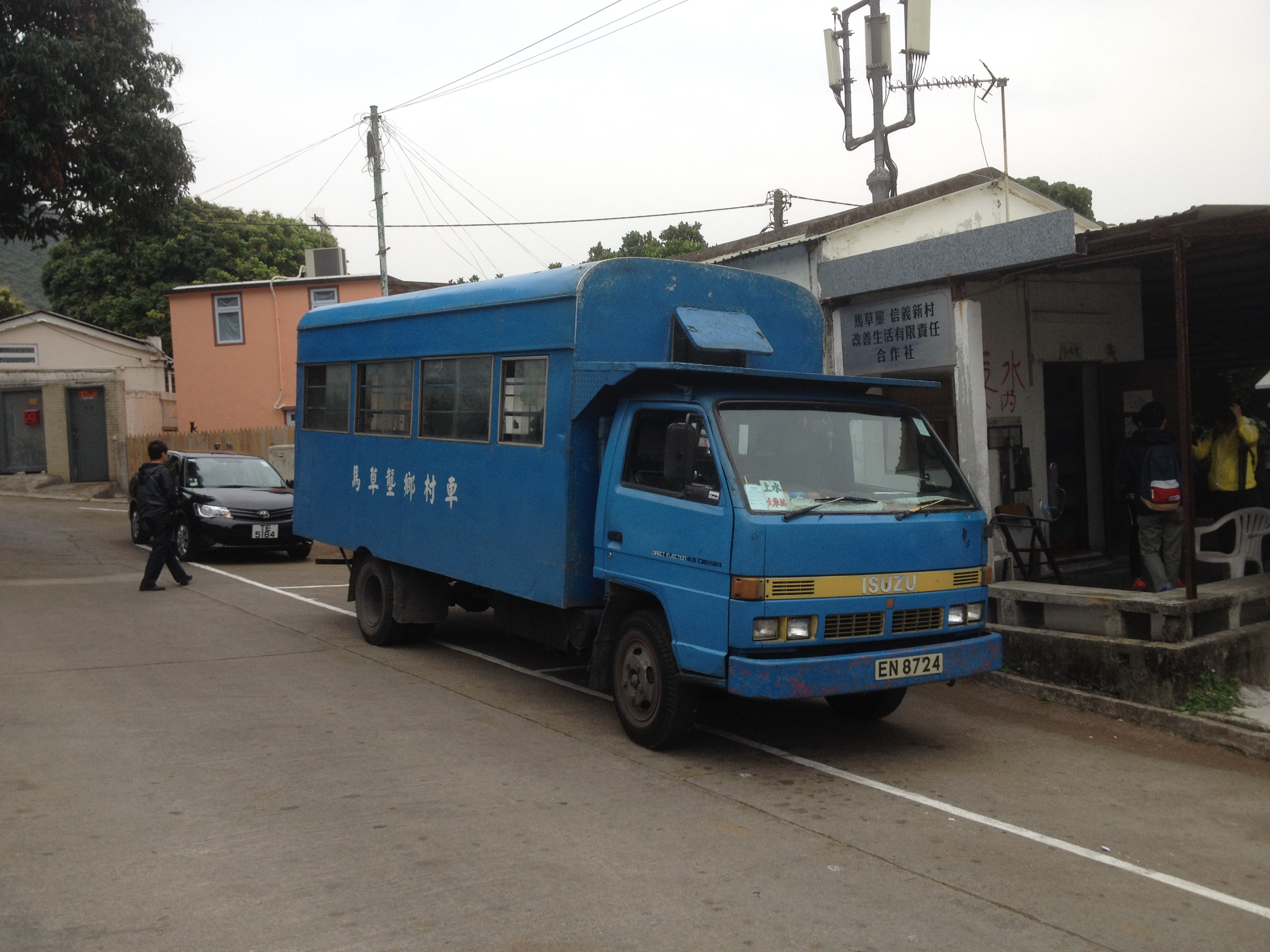
馬草壟鄉村車「馮園」

在2015年3月31日前，來往上水巡撫街至馬草壟的線路曾是最後兩條鄉村車線路之一。車程約25分鐘。該線路自70年代起提供服務，起初有四輛車行駛，分別是「料壆」、「馮園」、「柱記」和「牛鼓」。這四輛車有以村落命名的，有以車主的家園命名的，而其中「牛鼓」則是車主的花名。每輛車都以家庭式經營，後因沒司機願意接手，2013年開始只剩下兩架。2015年3月15日，其中一輛村車「牛鼓」的車主郭先生因不願維修停駛，使該線路只剩下一架「馮園」行駛。最後一位駕駛鄉村車的司機為馮德水，他的服務也在2015年3月31日停止。

### 聯和墟至鹿頸線

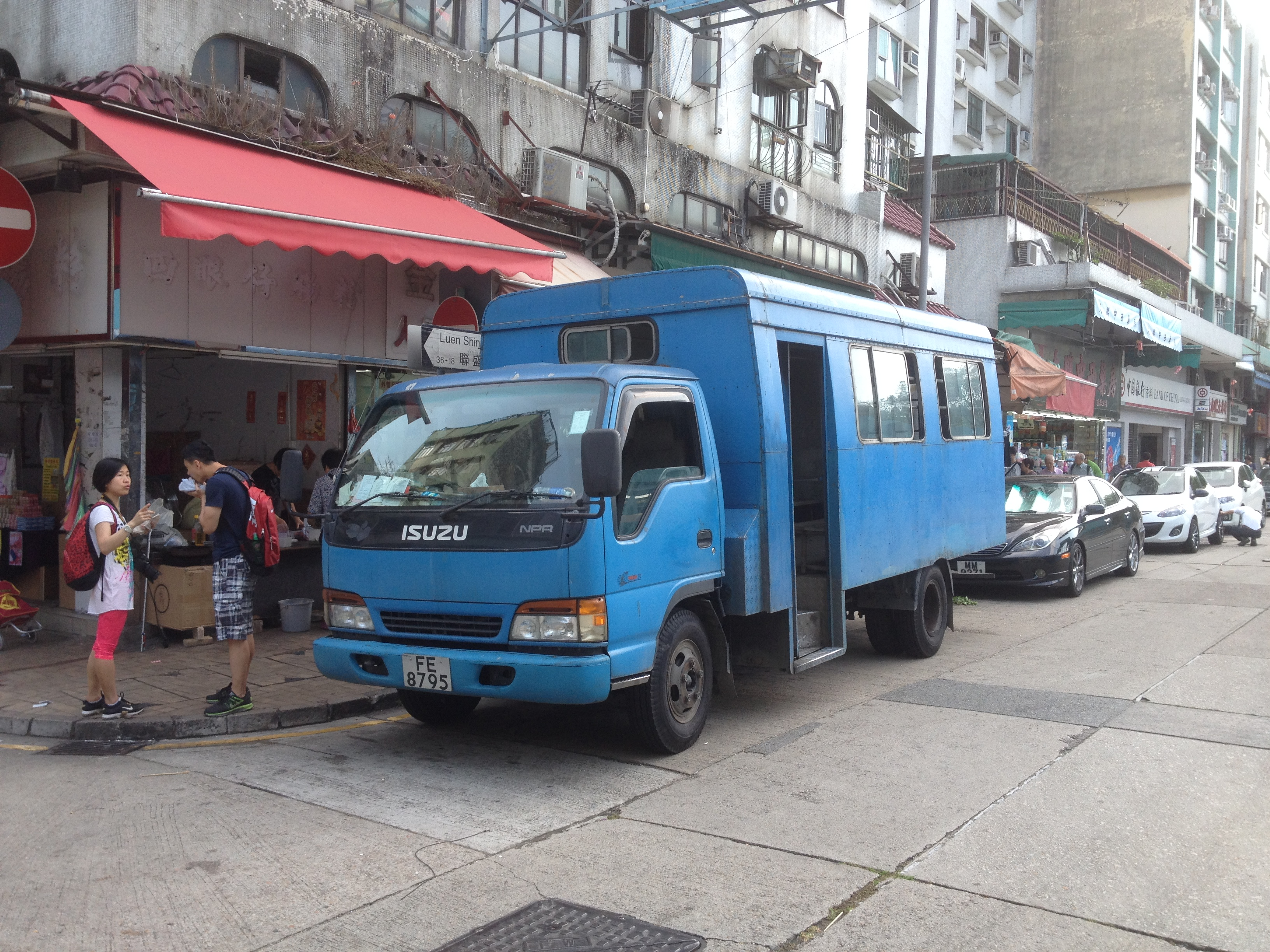
萬屋邊鄉村車唯一一輛用車

2015年，運輸署資料顯示，尚有一輛來往粉嶺聯和墟及鹿頸的鄉村車。該車來往粉嶺聯盛街及萬屋邊，有些情況下會前往沙頭角，也被稱之為萬屋邊鄉村車。本線路的服務時間僅限於早上。該台鄉村車已於2017年11月除牌退役，服務香港新界偏遠鄉村的鄉村車服務自此正式進入歷史。

## 收費
2015年，聯和墟至鹿頸線至萬屋邊每程港幣2.5元、至沙頭角則每程港幣4元。乘坐鄉村車只能以現金付款，不接受八達通。在貨斗的前方有一小窗戶連接車頭，可以讓乘客透過它來向司機交付現金。

## 送別鄉村車
由於上水至馬草壟線的鄉村車服務在2015年3月31日結束，在臨近結束服務前，大量市民親往乘搭上水至馬草壟線路送別鄉村車，並在車內外拍攝留念，引起媒體關注。對此，運輸署表示尚有一輛鄉村車來往聯和墟及鹿頸。

## 外部連結
- 《已走進歷史的鄉村車》 （页面存档备份，存于）
- 《碩果僅存的鄉村車》 （页面存档备份，存于）
- 《繼續尋找鄉村車》 （页面存档备份，存于）